# Ussirahu
Ussirahu ist eine unbewohnte Insel, 280 Meter von der größten estnischen Insel Saaremaa entfernt. Die Insel liegt in der Landgemeinde Saaremaa im Kreis Saare. Sie gehört zum Nationalpark Vilsandi.
Ussirahu ist 260 Meter lang und 60 Meter breit.